# Lorenz Beger
Pour les articles homonymes, voir beger.
Lorenz Beger est un archéologue et numismate allemand, né à Heidelberg le 19 avril 1653, mort à Berlin le 20 février 1705. 

## Œuvres

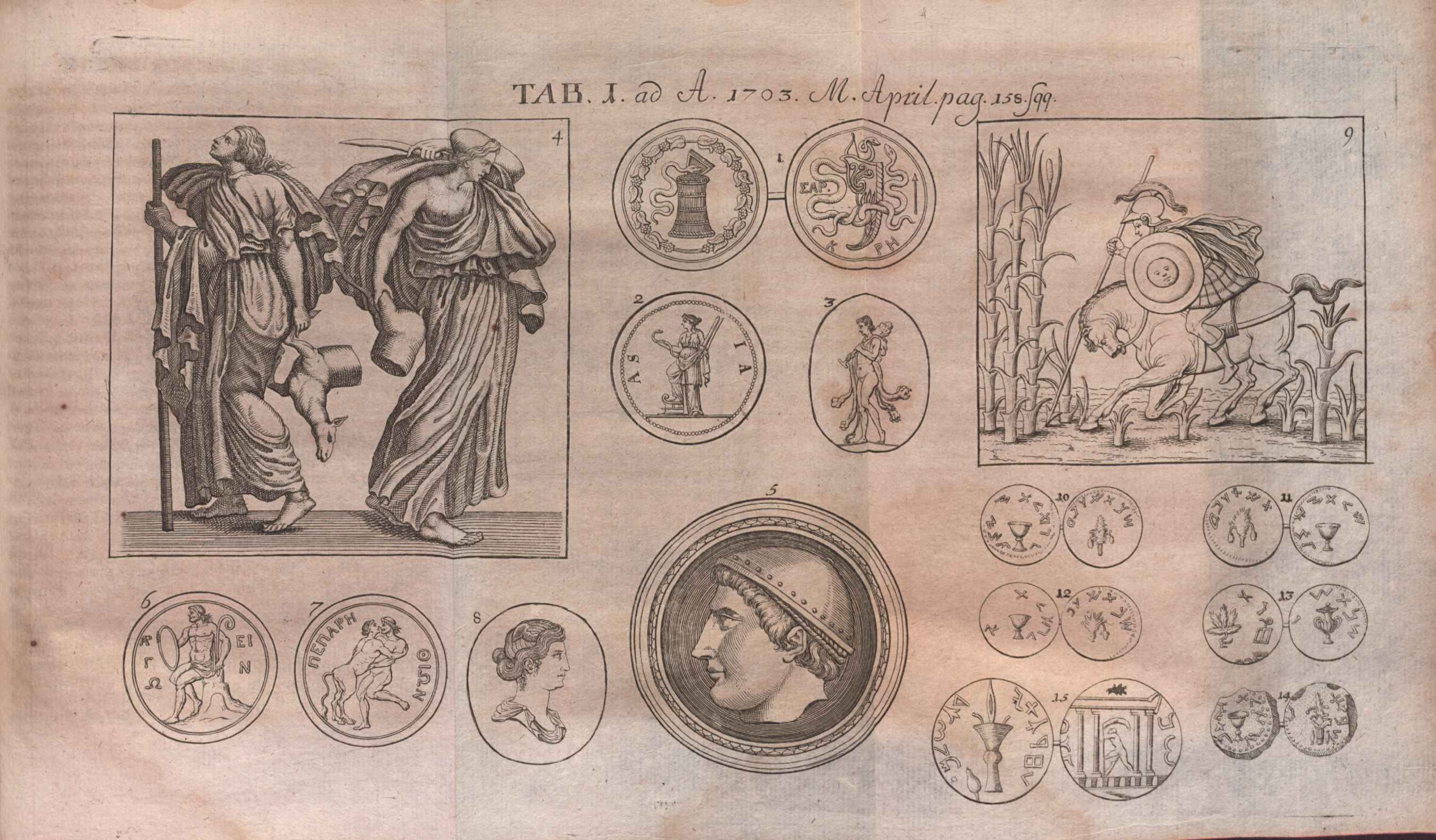
Illustration à la critique de De nummis Cretensium serpentiferis disquisitio antiquaria publiée sur les Acta Eruditorum, 1703

Bibliothécaire de l'électeur de Brandebourg, il a publié des ouvrages d'érudition : 
- Bellum trojanum, 1679 ;
- Spicilegium antiquitatis, 1692 ;
- Thesaurus ex thesauro Palatino selectus, seu Gemmae, 1685 ;
- Thesaurus Brendenburgicus selectus, (1696) ;
- De nummis Cretensium serpentiferis disquisitio antiquaria, 1702 ;
- Numismata pontificorum romanorum, 1703 ;
- Regum et imperatorum romanorum Numismata, 1710, etc.